# Rhynchospora splendens
Rhynchospora splendens är en halvgräsart som beskrevs av Carl Lindman. Rhynchospora splendens ingår i släktet småag, och familjen halvgräs. Inga underarter finns listade i Catalogue of Life.